# Грантем
Грантем (англ. Grantham) — город в графстве Линкольншир в Великобритании. Административный центр района Южный Кестивен. Население — более 30 000 человек.

## География
Расположен в регионе Восточный Мидленд, в юго-западной части Линкольншира, на реке Уитем.

## История
В 1598 году в Грантеме была открыта «Библиотека Франциска Тригге с прикованными книгами», которая является старейшей из библиотек такого рода, разрешавшей доступ к книгам лицам, не имеющим отношения к духовенству или образованию. В частности, туда имели доступ горожане Грентэма и сокмены. Библиотека всё ещё существует, и может быть названа предтечей современной системы общественных библиотек.
13 мая 1643 года близ Грантема полк «железнобоких» Оливера Кромвеля разгромил вдвое превосходящие по численности силы роялистов, положив таким образом начало победам парламентской «Армии нового образца».
В 1797 году был открыт и проработал до 1936 года Грантемский канал, соединяющий город с рекой Трент.
В начале XIX века предприниматель и инженер Ричард Хорнсби основал в Грантеме компанию по производству сельскохозяйственного оборудования. С 1840 годов компания начала производство паровых двигателей, а позже производила тракторы, нефтяные и газовые двигатели.
С 1889 года город входил в административное графство Кестевен. Графство просуществовало до реформы 1974 года и вошло в состав Линкольншира. Название графства сохранилось в названии районов Линкольншира Северный и Южный Кестевен.

## Экономика

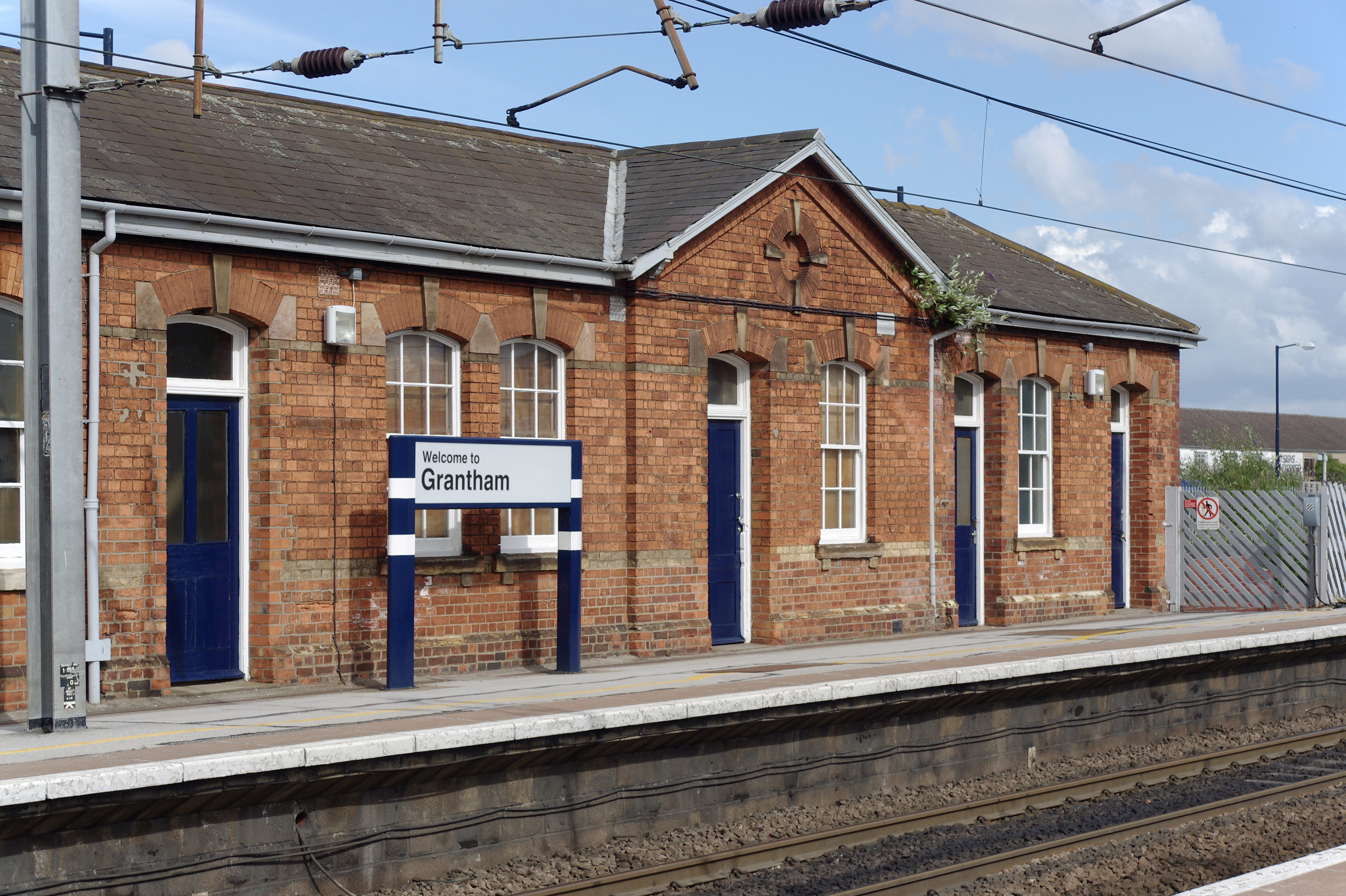
Железнодорожный вокзал Грантема

Автодорога «A52» (Скегнесс — Грантем — Бингем — Рэдклифф-он-Трент — Ноттингем) пересекает город в направлении с востока на запад, дорога «A1» (Эдинбург — Ньюарк-он-Трент — Грантем — Питерборо — Лондон) с севера на юг.
Железнодорожная ветвь «East Coast Main Line» связывает город с вокзалом Кингс-Кросс в Лондоне.
Шотландская издательская компания «Johnston Press» выпускает в Грантеме местную газету «Grantham Journal».
Входит в почтовый район Ноттингема которому соответствует код «NG».

## Политика и власть
При выборах в Палату Общин с 1997 года город относится к избирательному округу «Грантем и Стамфорд». C 1997 по 2010 округ в парламенте представлял лейборист Квентин Дэвис, с 2010 года — консерватор Николас Боулес. До 1997 выборы проходили по избирательному округу «Грантем». С 1951 по 1979 год округ «Грантем» в парламенте представлял консерватор Джозеф Годбер, с 1979 по 1997 — консерватор Дуглас Хогг.
Грантем является административным центром района Южный Кестевен.
Охрану правопорядка в городе осуществляет «Полиция Линкольншира».
С 1980 года поддерживает партнёрские связи с Санкт-Августином в Германии.

## Культура

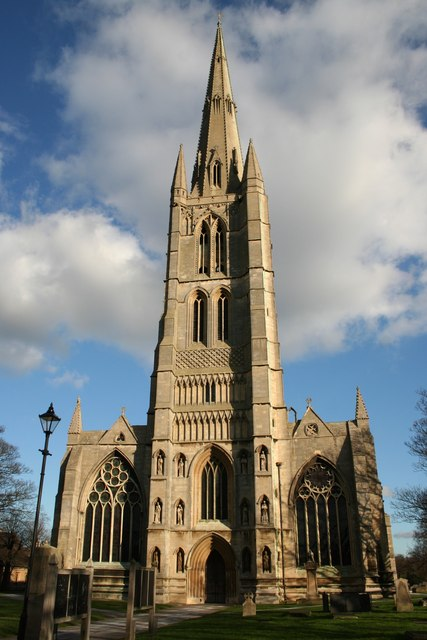
Церковь Св. Вольфрама

В городе базируется футбольный клуб «Грантем Таун», который выступает в сезоне 2012/2013 в Премьер дивизионе Северной Премьер-лиги. С 1987 по 1989 год главным тренером клуба был Мартин О’Нил.
В десяти километрах к западу от города находится усадьба Бивер-Касл, в трёх километрах к северу — усадьба Бельтон-хаус, в восьми километрах к югу — усадьба Сток Рочфорд Холл. В самом городе находится Церковь св. Вольфрама.
Организация «Woodland Trust» занимается охранной естественных природных лесных массивов и озеленением.

## Образование

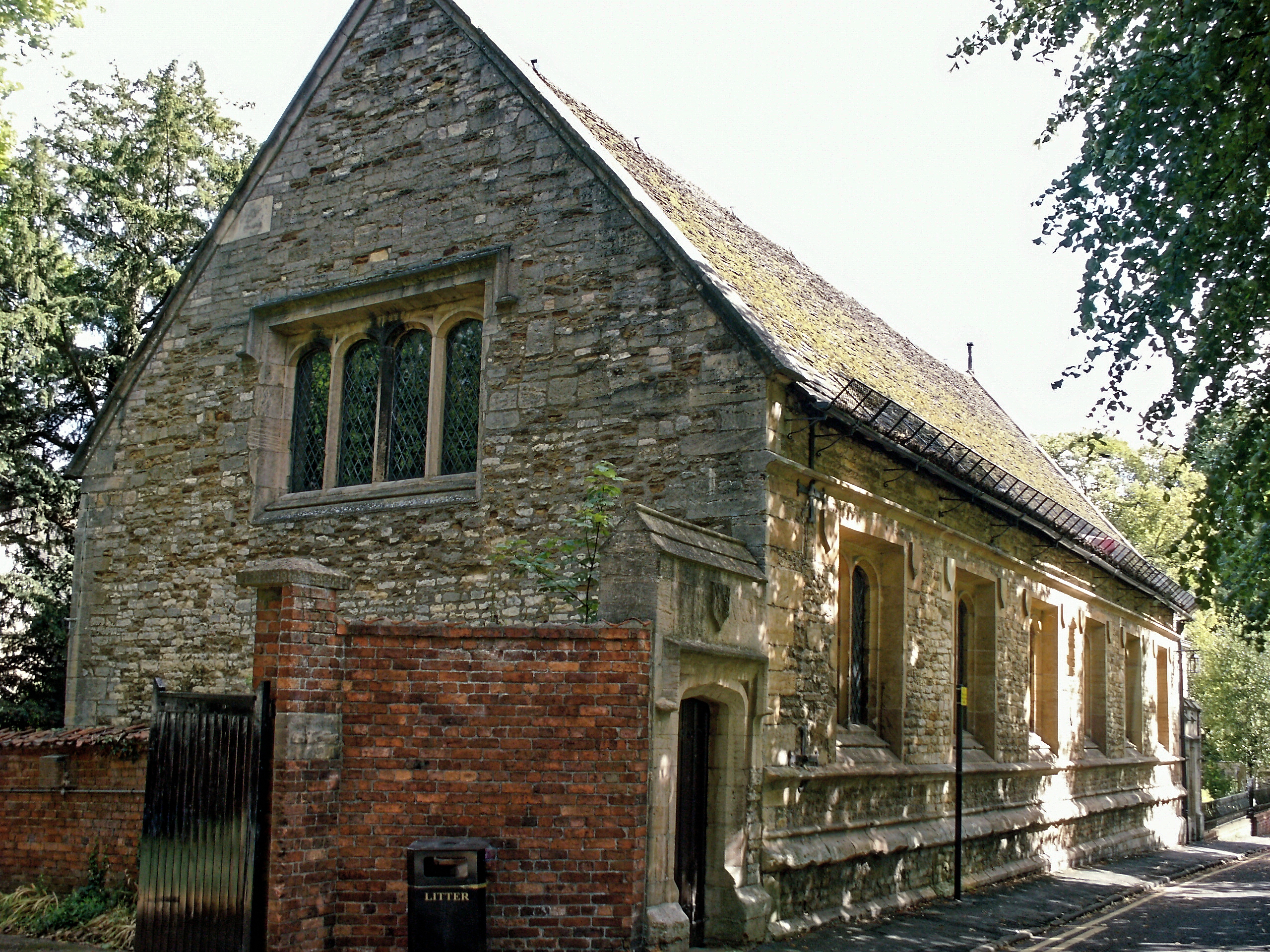
Здание школы «The King's School»

Школа «The King's School» основана в 1528 году. В ней получали образование Исаак Ньютон и Генри Мор.

## Известные жители и уроженцы
- Антонио Берарди — модельер.
- Родерик Брэдли — профессиональный игрок в американский футбол.
- Чарльз Диксон — теннисист.
- Джуди Кэмпбелл — актриса.
- Винс Игер — музыкант.
- Джесси Липском — скульптор.
- Грэм Льюис — музыкант.
- Генри Мор — философ.
- Николас Моу — композитор.
- Исаак Ньютон — физик, математик, механик и астроном, один из создателей классической физики.
- Николас Парсонс — ведущий радио и телевидения.
- Люк Райт — профессиональный игрок в крикет.
- Джон Стилл — религиозный деятель, епископ Бата и Уэлса в 1593—1608 годах.
- Дорис Стоукс — мистик.
- Клэр Томлинсон — телеведущая.
- Маргарет Тэтчер — премьер-министр Великобритании в 1979—1990 годах.